# Eeuwigheid
Een eeuwigheid is een oneindige periode. De eeuwigheid heeft geen einde en volgens sommige definities ook geen begin. In religie en filosofie wordt er een speciale werkelijkheid mee aangeduid, die zich aan de normale tijdsduur onttrekt. In overdrachtelijke zin wordt bedoeld een periode waaraan geen eind lijkt te komen.

## Religie en filosofie
De eeuwigheid als periode zonder einde is een Bijbels beeld, maar komt ook voor in andere religies dan het christendom. Men duidt ermee aan het niet-aan-tijd onderhevig zijn van God. Vanuit het geloof dat iemand na zijn/haar dood bij God zal zijn, komt het gebruik van "eeuwigheid" voor: "toestand/woonplaats van de ziel na het levenseinde". In de filosofie worden die entiteiten eeuwig genoemd die niet afhankelijk zijn van tijdsduur; sommige filosofieën zien ware uitspraken binnen bijvoorbeeld de logica, mathematica en ethica als eeuwige waarheden die waar zijn ongeacht het tijdstip waarop ze toepasbaar zijn. Het enkele verloop van de tijd zou aan hun waarheid of gelding niets afdoen of toevoegen.
Van indianen wordt gezegd dat zij na hun dood naar de eeuwige jachtvelden geloofden te gaan. Ook Romeinen kenden een vergelijkbare plaats voor eeuwige rust, de Elysische velden.

## Taalkunde
Binnen de taal is eeuwigheid een uitdrukking, een voorbeeld van een hyperbool (overdrijving). Om momenten aan te geven die erg lang duren, wordt "eeuwigheid" gebruikt.